# کاخ آنهک
کاخ آنهاک (به کره‌ای: 안학궁) پس از انتقال پایتخت از دژ گونگنه به دژ پیونگ‌یانگ، اقامتگاه سلطنتی امپراتوری گوگوریو بود. این کاخ که در سال ۴۲۷ پس از میلاد ساخته شد، در ناحیه ته‌سونگ پیونگ‌یانگ، کره شمالی، در دامنه کوه ته‌سونگ قرار دارد.
چیدمان کاخ دقیقاً از سیستم معماری کره ای با استفاده از سیستم قلعه کره ای پیروی می‌کرد. این قصری بود که معمولاً پادشاه در آن زندگی می‌کرد. اشراف و مردم عادی در خارج از این دژ زندگی می‌کردند و دژ بیرونی اطراف منطقه شهری وجود داشت. بیرون از دیوارهای شرقی و غربی کاخ خندقی وجود داشت. داخل مجموعه از کاخ‌ها و راهروهای مجزای بزرگ و همچنین باغ‌ها و دریاچه‌های مصنوعی تشکیل شده بود. ۵۲ سایت کاخ شناسایی شد. این بنا پس از انتقال پایتخت به پیونگ‌یانگ ساخته شد که طی آن گروه‌های سیاسی آشنا با فرهنگ کره به یک گروه بوروکراتیک جدید تحت حمایت پادشاه تبدیل شدند.
این کاخ با دیواری به طول ۲٬۴۸۸ متر (۸٬۱۶۳ فوت)) احاطه شده‌است در کل محیط، یک ضلع به طول۶۲۲ متر (۲٬۰۴۱ فوت). مساحت کل کاخ ۳۸۰٬۰۰۰ متر مربع (۴٬۱۰۰٬۰۰۰ فوت مربع). سه نهر از کوه می‌ریزد. یکی منتهی به حوضچه ای در داخل کاخ، دو خندق دیگر در شرق و غرب مجموعه. این کاخ دارای باغ‌های محوطه سازی شده بود.